# リーバイ・スタウト
リーバイ・スタウト（Levi Stoudt, 英語発音: /ˈlivaɪ ˈstaʊt/, 1997年12月4日 - ）は、アメリカ合衆国ペンシルベニア州モンゴメリー郡ポッツタウン出身のプロ野球選手（投手）。右投右打。MLBのシアトル・マリナーズ所属。

## 経歴

### プロ入りとマリナーズ傘下時代
2019年のMLBドラフト3巡目（全体97位）でシアトル・マリナーズから指名され、プロ入り。スタウトはリーハイ大学入学以降肘の痛みに悩まされていたが、入団検査の結果、UCL（尺側側副靱帯）の断裂が判明した。すぐにトミー・ジョン手術を行い、2020年まで全休となった。
2021年はMLB.comのプロスペクトランキングで球団14位に位置付けられる。この年マイナーで実戦復帰し、傘下のA+級エバレット・アクアソックスでプロデビュー。AA級アーカンソー・トラベラーズでもプレーし、2チーム合計で15試合に先発登板して7勝3敗、防御率3.31、86奪三振を記録した。
2022年のプロスペクトランキングは球団23位にランクインした。シーズンはAA級アーカンソーで開幕を迎えた。

### レッズ時代
2022年7月29日にルイス・カスティーヨとのトレードで、エドウィン・アローヨ、ノエルビ・マルテ、アンドリュー・ムーアと共にシンシナティ・レッズへ移籍した。移籍後は傘下のAA級チャタヌーガ・ルックアウツとAAA級ルイビル・バッツでプレーし、移籍前を含めた2チーム合計で25試合に先発登板して7勝8敗、防御率4.70、103奪三振を記録した。オフの11月15日にルール・ファイブ・ドラフトでの流出を防ぐために40人枠入りした。
2023年のプロスペクトランキングでは球団14位にランクインした。シーズンではAAA級ルイビルで開幕を迎え、マイナーでのシーズン初登板で4回をノーヒッターに抑えて脚光を浴びる。4月にレッズの先発ローテーションの一枚であるコナー・オーバートンが故障者リスト入りして離脱したため、その後任としてスタウトが指名される。4月19日のタンパベイ・レイズ戦で先発登板してメジャーデビューを果たす見込みとされ、当日は先発して4回を投げて7失点で敗戦投手となった。この年メジャーでは4試合（先発2試合）に登板して0勝1敗、防御率9.58、9奪三振を記録した。
2024年2月13日にDFAとなった。

### マリナーズ時代
2024年2月17日にウェイバー公示を経てマリナーズへ移籍した。

## 投球スタイル
投球の中心は速球とスライダーで、その他はチェンジアップと時折投げる緩急のついたカーブの4球種で組み立てる、先発投手としてはオーソドックスなタイプ。速球の球速は平均90mph台半ばで最速は97mph（約156.1km/h）に達する。マウンド上では堂々としているものの投球内容に安定感が無く、これらの球種を上手く組み立てることが課題と評価されている。（2023年）。

## 詳細情報

### 年度別投手成績
| 年 度    | 球 団    | 登 板 | 先 発 | 完 投 | 完 封 | 無 四 球 | 勝 利 | 敗 戦 | セ 丨 ブ | ホ 丨 ル ド | 勝 率 | 打 者 | 投 球 回 | 被 安 打 | 被 本 塁 打 | 与 四 球 | 敬 遠 | 与 死 球 | 奪 三 振 | 暴 投 | ボ 丨 ク | 失 点 | 自 責 点 | 防 御 率 | W H I P |
| -------- | -------- | ----- | ----- | ----- | ----- | -------- | ----- | ----- | -------- | ----------- | ----- | ----- | -------- | -------- | ----------- | -------- | ----- | -------- | -------- | ----- | -------- | ----- | -------- | -------- | ------- |
| 2023     | CIN      | 4     | 2     | 0     | 0     | 0        | 0     | 1     | 0        | 0           | .000  | 55    | 10.1     | 16       | 1           | 8        | 0     | 0        | 9        | 0     | 1        | 11    | 11       | 9.58     | 2.32    |
| MLB：1年 | MLB：1年 | 4     | 2     | 0     | 0     | 0        | 0     | 1     | 0        | 0           | .000  | 55    | 10.1     | 16       | 1           | 8        | 0     | 0        | 9        | 0     | 1        | 11    | 11       | 9.58     | 2.32    |

- 2023年度シーズン終了時

### 年度別守備成績
| 年 度 | 球 団 | 投手（P） | 投手（P） | 投手（P） | 投手（P） | 投手（P） | 投手（P） |
| 年 度 | 球 団 | 試 合     | 刺 殺     | 補 殺     | 失 策     | 併 殺     | 守 備 率  |
| ----- | ----- | --------- | --------- | --------- | --------- | --------- | --------- |
| 2023  | CIN   | 4         | 0         | 1         | 0         | 0         | 1.000     |
| MLB   | MLB   | 4         | 0         | 1         | 0         | 0         | 1.000     |

- 2023年度シーズン終了時

### 背番号
- 58（2023年）